# Барон Клиффорд из Чадли

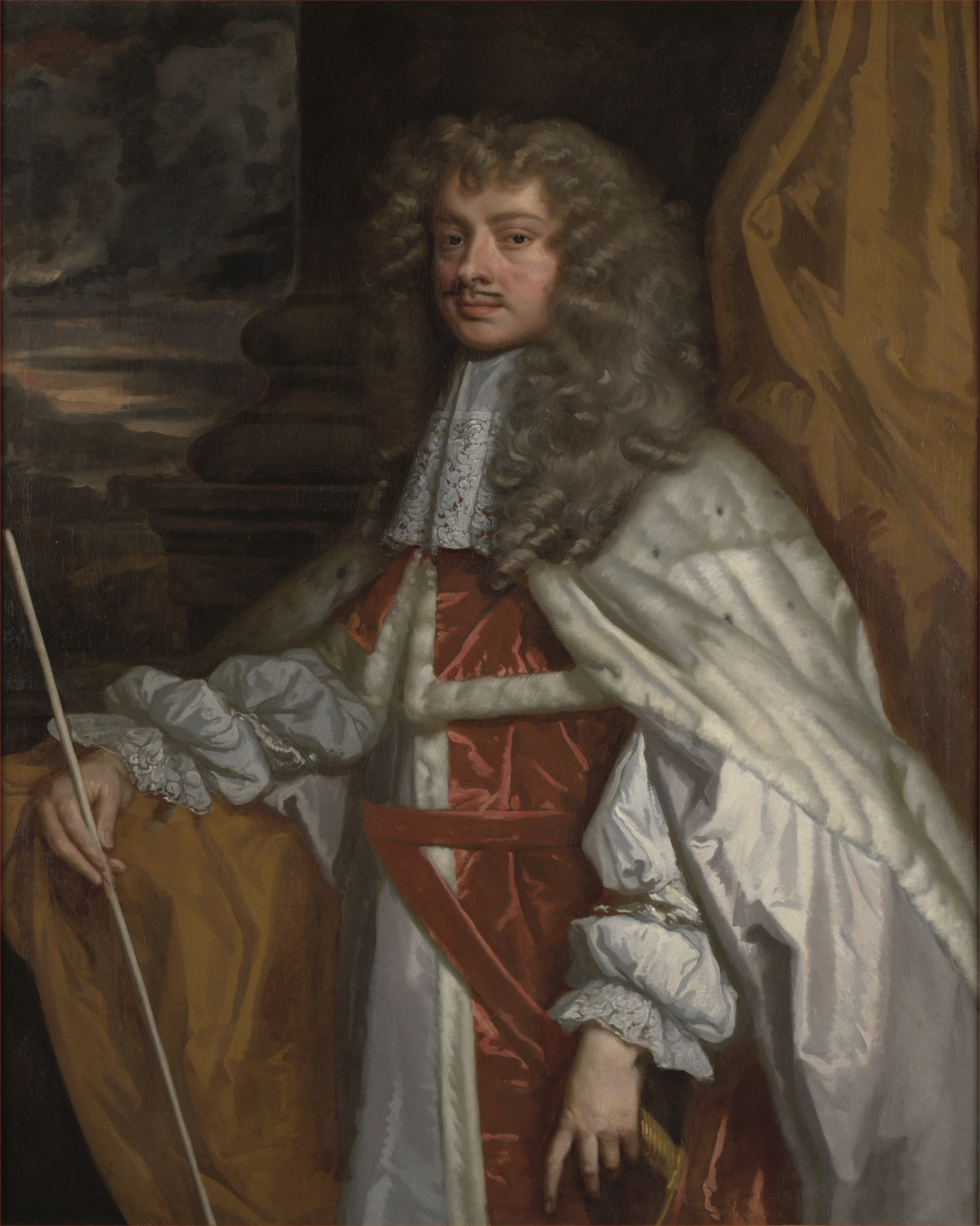
Томас Клиффорд, 1-й барон Клиффорд из Чадли (1630—1673)

Барон Клиффорд из Чадли из Чадли в графстве Девоншир — наследственный титул в системе Пэрства Англии. Он был создан 22 апреля 1672 года для Томаса Клиффорда (1630—1673). Баронский титул был назван «Клиффорд из Чадли», а не просто «Клиффорд», чтобы отличаться от ряда других баронских титулов Клиффордов, созданных ранее для членов этого древнего рода, в том числе барон де Клиффорд (1299), который сохранился до наших дней, в настоящее время этот титул носят члены семьи Рассел.
Барон Клиффорд из Чадли является старшим из выживших мужских представителей древнего нормандского рода, который позднее принял имя де Клиффорд и участвовал в нормандском завоевании Англии 1066 года. Бароны Клиффорды, правители замка Клиффорд в Херефордшире, получили титул барона де Клиффорда в 1299 году. Семья Клиффордов по прямой мужской линии происходила от нормандского герцога Ричарда I Бесстрашного (933—996), прадеда Вильгельма I Завоевателя.
Семейное гнездо — Угбрук Парк в окрестностях городка Чадли в графстве Девоншир.

## Бароны Клиффорд из Чадли (1672)
- 1672—1673: Томас Клиффорд, 1-й барон Клиффорд Чедли (1 августа 1630 — 17 октября 1673), сын полковника Хью Клиффорда из Чадли (ок. 1603—1639)
- 1673—1730: Хью Клиффорд, 2-й барон Клиффорд из Чадли[англ.] (21 декабря 1663 — 12 октября 1730), младший сын предыдущего
- 1730—1732: Хью Клиффорд, 3-й барон Клиффорд из Чадли[англ.] (14 апреля 1700 — 26 марта 1732), сын предыдущего
- 1732—1783: Хью Клиффорд, 4-й барон Клиффорд из Чадли (26 сентября 1726 — 1 сентября 1783), старший сын предыдущего
- 1783—1793: Хью Эдвард Генри Клиффорд, 5-й барон Клиффорд из Чадли (2 июля 1756 — 17 января 1793), старший сын предыдущего
- 1793—1831: Чарльз Клиффорд, 6-й барон Клиффорд из Чадли (28 ноября 1759 — 29 апреля 1831), младший брат предыдущего
- 1831—1858: Хью Чарльз Клиффорд, 7-й барон Клиффорд из Чадли[англ.] (22 мая 1790 — 28 февраля 1858), старший сын предыдущего
- 1858—1880: Чарльз Хью Клиффорд, 8-й барон Клиффорд из Чадли (27 июля 1819 — 5 августа 1880), старший сын предыдущего
- 1880—1916: Льюис Генри Хью Клиффорда, 9-й барон Клиффорд из Чадли (24 августа 1851 — 19 июля 1916), старший сын предыдущего
- 1916—1943: Уильям Хью Клиффорд, 10-й барон Клиффорд из Чадли (17 декабря 1858 — 5 июля 1943), младший брат предыдущего
- 1943—1962: Чарльз Освальд Хью Клиффорд, 11-й барон Клиффорд из Чадли (24 апреля 1887 — 1 февраля 1962), старший сын предыдущего
- 1962—1964: Льюис Джозеф Хью Клиффорд, 12-й барон Клиффорд из Чадли (7 февраля 1889 — 27 августа 1964), младший брат предыдущего
- 1964—1988: Льюис Хью Клиффорд, 13-й барон Клиффорд из Чадли (13 апреля 1916 — 17 мая 1988), единственный сын предыдущего
- 1988 — настоящее время: Томас Хью Клиффорд, 14-й барон Клиффорд из Чадли[англ.] (род. 17 марта 1948), старший сын предыдущего
  - Наследник титула: достопочтенный Александр Томас Хью Клиффорд (род. 24 сентября 1985), старший сын предыдущего.